# Kitezh
Kitezh är en sjö i Antarktis. Den ligger i Sydshetlandsöarna. Argentina, Chile och Storbritannien gör anspråk på området. Kitezh ligger vid sjön Kiteschbach.